# (1232) Cortusa
(1232) Cortusa est un astéroïde de la ceinture principale découvert le 10 octobre 1931 par l'astronome allemand Karl Wilhelm Reinmuth. Le lieu de découverte est Heidelberg (024). Sa désignation provisoire était 1931 TF2.
Les premières lettres des planètes mineures 1227 à 1234 (GSTRACKE), toutes découvertes par Reinmuth, forment le nom de Gustav Stracke, un astronome et calculateur d’orbite allemand, qui avait demandé qu’on ne donnât pas son nom à une planète. Ainsi, Reinmuth lui rendit hommage, tout en respectant sa volonté.